# Trionfo di zucchero
Il trionfo è una scultura effimera in zucchero che adornò la tavola o la credenza delle corti aristocratiche nel corso del Rinascimento.

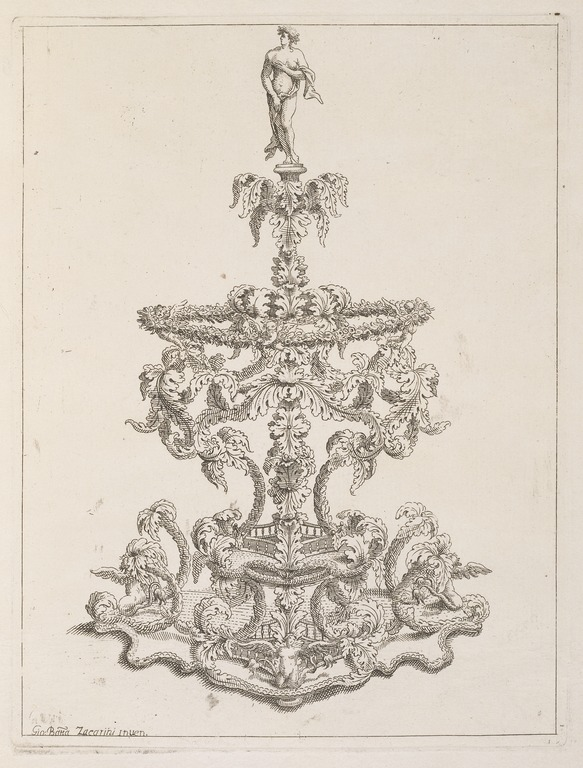
Incisione di un trionfo da Giacomo Maria Giovannini e Giovanni Battista Zaccarini per il convito fatto dal senatore Francesco Ratta il 28 febbraio 1693 a Bologna.

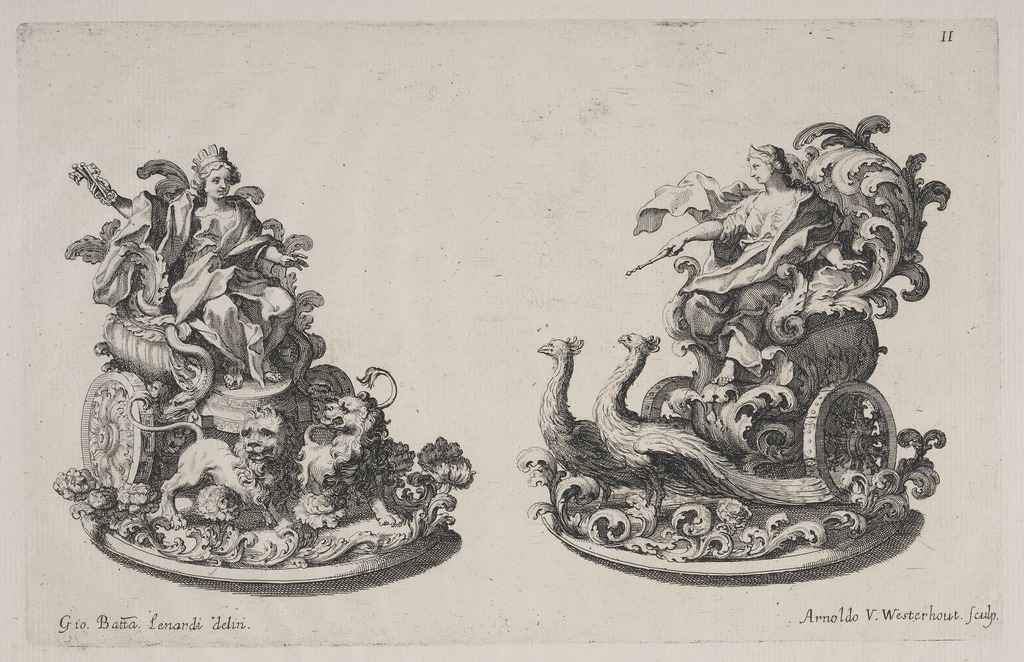
Carri trionfali di Cibele e Juno progettati da Giovanni Battista Lenardi e Arnold van Westerhout per il banchetto dato da un ambasciatore britannico, a Roma, il 14 gennaio 1687.

Sculture in merce deperibile, nessuna copia è giunta fino ad oggi. Solo alcuni disegni testimoniano le loro rappresentazioni.

## Storia
In Europa, le prime notizie risalgono al Quattrocento dove il "trionfo" è ampiamente usato come al matrimonio di Eleonora d’Aragona con Ercole I d'Este celebrato a Napoli nel 1473. Tuttavia, la scenografia zuccherina più famosa si è svolta all'Arsenale di Venezia durante un banchetto offerto in occasione della visita di Enrico III di Francia, il 25 luglio 1574, dove ogni oggetto era di zucchero, dai piatti alle forchette, dalla frutta alle tovaglie, dalle salviette al pane.
Il Seicento segnò l'apice dei "trionfi" che comparvero su tutte le tavole principesche italiane.
All'inizio del XVIII secolo, alla fondazione della fabbrica di Meissen, la moda degli ornamenti in zucchero fu sostituita dalla creazione di figure in porcellana.

## Scopo
Come l'arredo tessile della mensa, l'allestimento dei "trionfi" era della responsabilità del credenziere. Queste spettacolari opere d'arte avevano lo scopo di abbagliare e sorprendere gli ospiti: potevano essere tenute bianche o dorate e dipinte con vari pigmenti e anche contenere altri dolciumi. L'obiettivo era anche di imitare la creazione artistica locale come al matrimonio fra Costanzo I Sforza e Camilla d’Aragona nel 1475 a Pesaro dove «furono portati tazze e piatti di zucchero tutti buoni da mangiare, dorati e dipinti, come se fussero stati vasi di maiolica o damaschino».

## Tipologia
I trionfi possono essere classificati in due tipologie: sia come creazione singola (armi dell'ospiti, fiori, papi, figure allegoriche, pavone, putti e corone d'alloro, etc) o come creazione complessa (carro trionfale, castelli con uccelli vivi, scene mitologiche, scene marine, palazzo reale, etc).